# Башмак (фототехника)
Башмак, скоба для принадлежностей, обойма для крепления принадлежностей — быстросъёмное соединение на верхней части корпуса фотоаппарата или видеокамеры, предназначенное для крепления принадлежностей, таких, как сменные видоискатели, дальномеры, фотовспышки или синхронизатор для их дистанционного запуска. Некоторые производители используют башмак для крепления микрофонов, GPS-датчиков и других вспомогательных устройств.
Горячий башмак (син.  центральный синхроконтакт) позволяет присоединять фотовспышки с бескабельной синхронизацией, оснащённые дополнительным синхроконтактом в центре «ноги».
Существует несколько различных стандартов горячего башмака, самым распространённым из которых стал международный стандарт ISO 518:2006. Кроме центрального синхроконтакта, стандартного для всех производителей, современный горячий башмак оснащается дополнительными контактами для соединения микропроцессоров камеры и принадлежностей. Расположение и назначение дополнительных контактов не стандартизированы и соответствуют собственным стандартам каждого производителя.

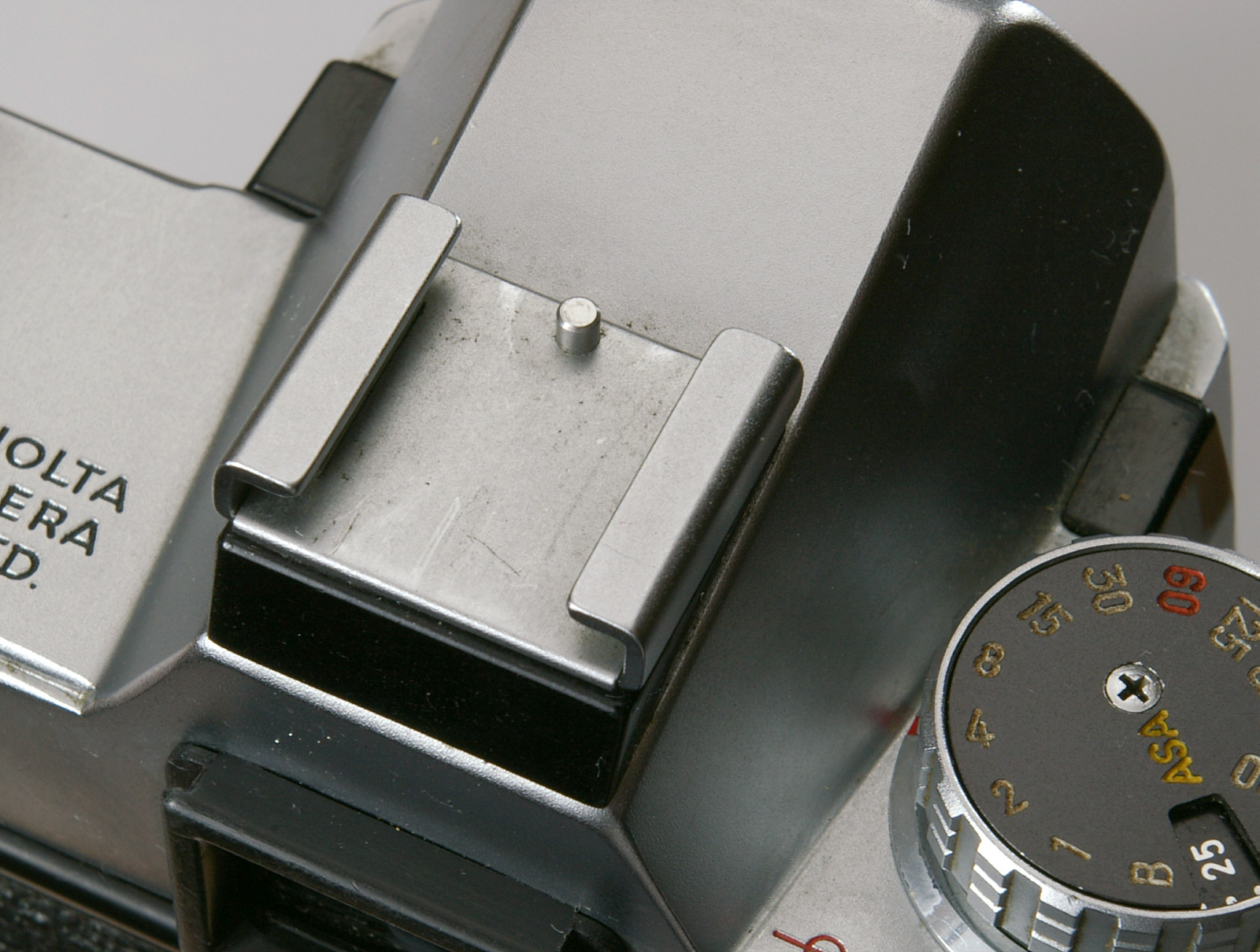
«Холодный башмак» фотоаппарата «Minolta SR-T-101»)

Холодный башмак появился раньше «горячего», но по геометрическим размерам точно ему соответствует. Отличие заключается в отсутствии каких-либо электрических контактов, в том числе синхроконтакта.

## Историческая справка
Впервые скобой для принадлежностей был оборудован прототип камеры Leica в 1913 году. Крепление использовалось для установки дальномера или внешних видоискателей при использовании сменных объективов (отсюда одно из ранних названий этого устройства — зухерпланка или зухерная колодка, от нем. Sucher — видоискатель). Позднее эта скоба стала также использоваться для крепления компактных фотовспышек. Для синхронизации фотовспышку нужно было подключать к синхроустройству камеры кабелем через отдельный разъём. Впоследствии наличие скобы для принадлежностей стало стандартом для малоформатных и среднеформатных фотоаппаратов, а компактные фотовспышки стали устанавливаться в неё.
Один из первых известных случаев использования башмака для вспышки — на камере Univex Mercury CC (1938 год). После войны холодный башмак получил повсеместное распространение и стандартизирован в июне 1958 года на Стокгольмской конференции ИСО ТК-42. В 1977 году этот стандарт был трансформирован в ISO:518. В СССР размеры башмака были стандартизированы нормалью НО 2350-59, которая позднее преобразована в ГОСТ 10313-87. Некоторые фотоаппараты («Зенит-3М», Nikkormat) не имели крепления для фотовспышки, кронштейн с обоймой приобретался отдельно и был съёмным.
В СССР горячий башмак впервые использован в фотоаппаратах «Зенит-16» в 1973 году. В настоящее время форма и размеры башмака для крепления вспышек и других принадлежностей регламентируются стандартом ISO 518:2006.
Дальнейшее развитие автоматики вспышек потребовало введения дополнительных контактов и, как следствие, гайки крепления и направляющего штифта. Такое усовершенствование потребовалось из-за небольших размеров дополнительных контактов, более чувствительных к смещению крепления. Начиная с 2000-х годов большинство производителей вместо зажимной гайки перешли на рычажный зажим, фиксирующий вспышку в скобе. Примерно тогда же вместо хрупкой пластмассы в качестве материала «ноги» стала использоваться стальная изогнутая пластина.
|                                                                              |                                                                       |                                                                                              |                                                     | |                                               |
| Приставной дальномер в башмаке шкального фотоаппарата «ЛОМО Компакт-Автомат» | Съёмный видоискатель, установленный в башмаке фотоаппарата «Зоркий-4» | Фотовспышка с внешним кабелем синхронизации (слева) и с центральным синхроконтактом (справа) | Съёмный холодный башмак фотоаппарата Olympus PEN FT | Фотоаппарат «Зенит-3М». Съёмный кронштейн для фотовспышки лежит рядом, устанавливается на окуляр видоискателя вместо наглазника. | Горячий башмак 16-мм фотоаппаратов Instamatic |

Некоторые производители фототехники не предусматривали на своих фотоаппаратах стандартного башмака, используя собственный тип крепления. Это относится, например, к профессиональным моделям Nikon F, F2 и F3, у которых вспышка крепилась на специальных салазках, расположенных под рулеткой обратной перемотки плёнки. Подобное присоединение вспышки использовалось в фотоаппарате Canon F-1. Крепление вспышек со стандартным башмаком ISO в таких случаях требует дополнительного кронштейна или переходника.
Фотоаппараты, не оснащённые скобой для принадлежностей, рассчитаны на крепление вспышки при помощи кронштейна, закрепляемого штативным винтом.

## Башмак с центральным контактом

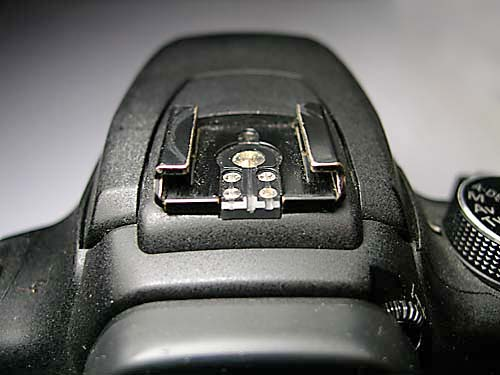
Горячий башмак на цифровом зеркальном фотоаппарате Canon EOS 350D

Как правило, горячий башмак представляет собой металлические салазки, совпадающие по форме и размерам с холодным башмаком, и расположенный между ними круглый контакт с пластмассовым изолятором. «Нога» вспышки, снабжённая таким же подпружиненным контактом в центре и плоскими контактами вдоль салазок, вдвигается в скобу на камере, подключаясь к центральному контакту и корпусу. При срабатывании затвора синхронизирующее устройство замыкает синхроконтакт и обойму башмака между собой, вызывая срабатывание фотовспышки. Такой принцип поддерживается большинством вспышек, рассчитанных на установку непосредственно на камеру. При работе с внешними и студийными вспышками в горячий башмак устанавливается трансмиттер, подающий сигнал синхронизации по инфракрасному или радиоканалу. Несмотря на наличие синхроконтакта горячего башмака, большинство фотоаппаратов продолжает оснащаться PC-разъёмом для синхронизации внешним кабелем. Это предусмотрено для возможности установки старых типов вспышек, а также синхронизации вспышек, не рассчитанных на крепление в скобе.

### Дополнительные контакты

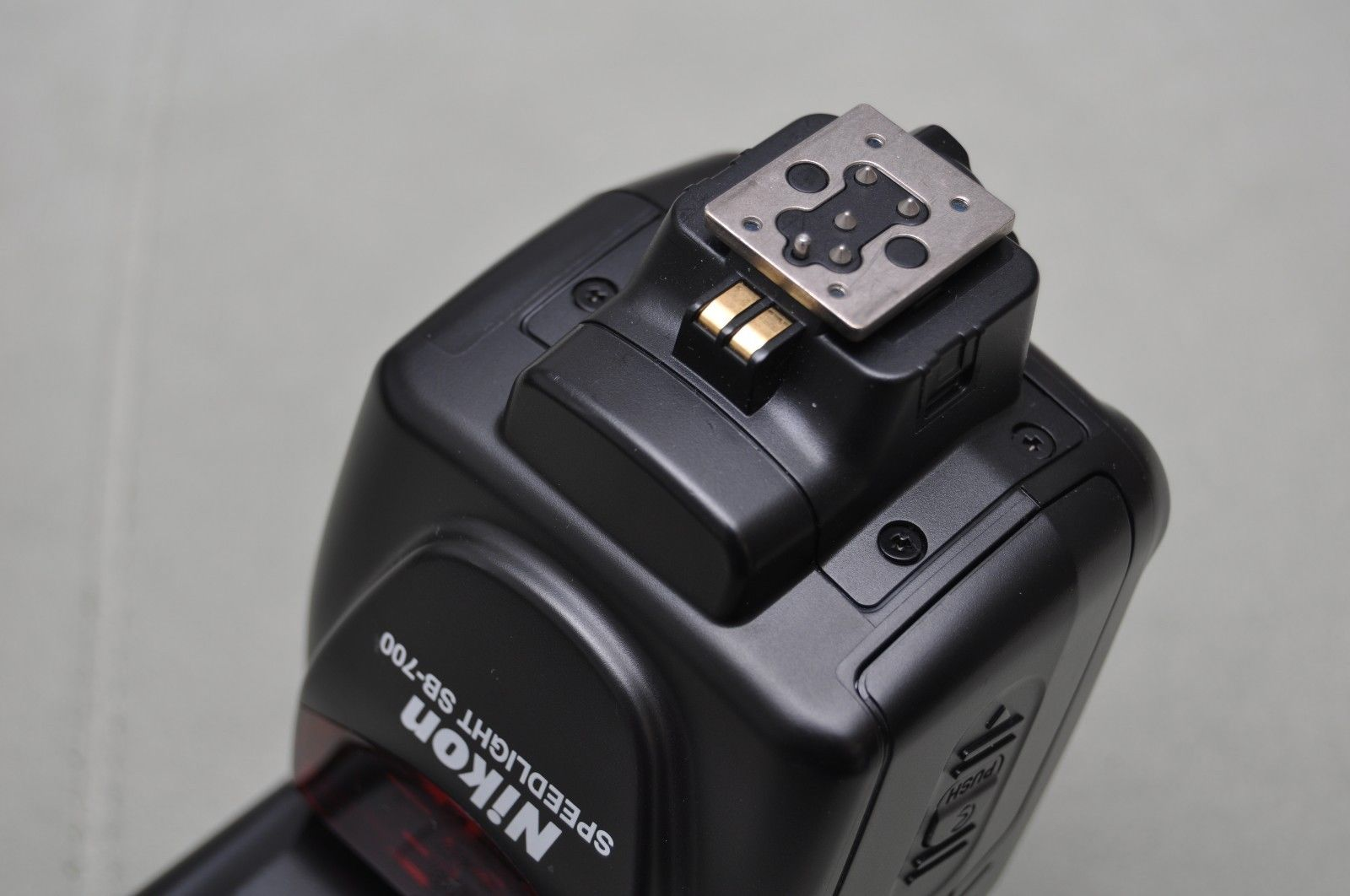
Крепление фотовспышки Nikon Speedlight с дополнительными контактами

Помимо центрального контакта, уже в конце 1970-х годов большинство производителей предусматривали дополнительный контакт для отображения в окуляре видоискателя сигнала готовности вспышки. С появлением систем TTL OTF на башмаке появились дополнительные контакты, входящие в интерфейс обмена данными согласованных вспышек, поддерживающих TTL-автоматику регулировки мощности. Кроме данных о мощности импульса, интерфейс позволяет передавать из камеры команды на изменение угла излучения и включение вспомогательной инфракрасной подсветки для автофокуса. Этот же интерфейс используется для управления «спящим» режимом и передачи команд дополнительным внешним вспышкам, управляемым при помощи инфракрасного трансмиттера вспышки, установленной на камере. В камеру передаются сигналы готовности и включённого состояния вспышки, блокирующие выбор выдержек, выходящих за диапазон синхронизации.
Дополнительные контакты никак не стандартизированы и совпадают только в аппаратуре одного производителя. Кроме маркетинговых соображений, это продиктовано несовпадением формата передаваемых данных. Поэтому при установке «неродной» вспышки работоспособным остаётся только синхроконтакт. Автоматическая регулировка мощности в этом случае возможна только при помощи внешнего фотодиода на корпусе вспышки, если он предусмотрен конструкцией. В остальных случаях доступно только ручное управление как экспозицией, так и остальными функциями вспышки, включая угол излучения. Так же работает современная системная вспышка, установленная на фотоаппарат, не оснащённый дополнительными контактами, которые попадают на изолирующую вставку горячего башмака. В случае установки в холодный башмак без центрального контакта и при отсутствии кабеля внешней синхронизации современные вспышки неработоспособны. Простейшие вспышки, не оснащённые автоматикой, снабжаются только центральным контактом и совместимы с любой аппаратурой, оснащённой горячим башмаком.
Независимые производители фотовспышек выпускают вспышки, предназначенные для большинства существующих брендов, оснащая их соответствующим интерфейсом. Некоторые из них используют систему сменных башмаков, когда «нога» вспышки выполняется съёмной и может заменяться башмаками, соответствующими интерфейсам других производителей. Самый известный бренд, использующий такую систему, — германский Metz. Однако сложность конвертирования формата данных разных производителей не позволяет осуществлять все сложные функции, заложенные в ту или иную систему. Такие вспышки поддерживают только базовое TTL-измерение и некоторые другие опции. «Спящий» энергосберегающий режим и подсветка автофокуса могут не поддерживаться, как и другие сервисные функции.

## Башмак Minolta/Konica Minolta/Sony

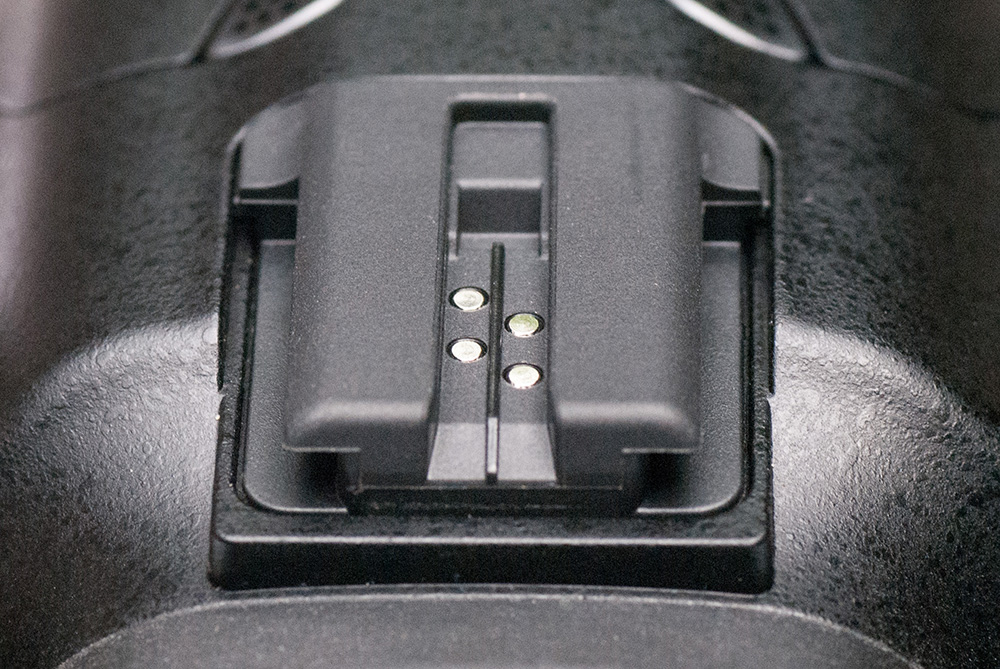
Горячий башмак на DSLR Sony SLT-A77

Несмотря на широкое распространение, башмак стандарта ISO:518 имеет ряд недостатков, и некоторые производители камер используют более совершенную по их мнению конструкцию. В 1988 году компания Minolta представила зеркальную камеру Maxxum 7000i. На ней впервые был представлен новый горячий башмак, который с тех пор устанавливался на все камеры Minolta. После объединения в фирму Konica Minolta этот башмак, получивший название iISO (англ. intelligent ISO), использовался и в её разработках, в том числе и в цифровой зеркальной камере Dynax 7D. После продажи фотоподразделения фирме Sony башмак перешёл ей в наследство в DSLR семейства Sony α и использовался до выхода камер Sony SLT-A58 и Sony SLT-A99, начиная с выпуска которой, в Sony отказались от него в пользу стандартного горячего башмака. В незеркальных фотоаппаратах фирма Sony всегда использовала стандартный башмак стандарта ISO 518.